# Oeneis macounii
Oeneis macounii is een vlinder uit de onderfamilie Satyrinae van de familie Nymphalidae. De wetenschappelijke naam van de soort is voor het eerst geldig gepubliceerd in 1885 door William Henry Edwards.